# 杜奇·舒爾茲
阿瑟·西蒙·弗萊根海默（英語：Arthur Simon Flegenheimer），1901年8月6日—1935年10月24日），綽號杜奇·舒爾茲（Dutch Schultz），是一名美國的黑幫。在1920年代和1930年代，他以紐約市為基地，在有組織犯罪相關的活動中發財，包括走私私酒和彩票詐騙。舒爾茲曾被檢察官托马斯·杜威領導的兩次逃稅審判削弱了勢力，他的非法勾當也受到黑幫幸運·盧西安諾所威脅。為了避免定罪，舒爾茲要求黑手黨委員會批准殺死杜威，但被拒絕。當舒爾茲不服從委員會並企圖殺害杜威時，委員會便於1935年下令殺死他。

## 早年
阿瑟·西蒙·弗萊根海默出生於1901年8月6日，父母是德國猶太移民Herman和Emma（Neu）Flegenheimer，他們於1900年11月10日在曼哈頓結婚。他有一個妹妹叫Helen，出生於1904年。Herman Flegenheimer顯然遺棄了他的家人，在1910年的美國人口普查中Emma被列為已離婚（然而，在她1932年的美國公民身份請願書中，她寫道她的丈夫於1910年去世）。這事件使年輕的弗萊根海默受到精神創傷，他在餘生中都否認他的父親已經拋棄他的家人。弗萊根海默在八年級時輟學，去供養自己和他的母親。1916年至1919年間，他曾擔任位於布朗克斯的Clark Loose Leaf公司、Caxton Press、美國運通和Schultz Trucking的飼養員和印刷工人。

### 犯罪開始
當弗萊根海默開始在一間由三流黑幫擁有的鄰近夜總會工作時，他開始搶劫花旗骰遊戲，然後轉向入室盜竊。最終他因為闖入一間公寓而被抓著，並被送往布萊克韋爾島（Blackwell's Island，現稱為羅斯福島）的監獄。弗萊根海默，又名舒爾茲的18歲照片曾被刊登在2010年書籍《New York City Gangland》上。事實證明，他是一個難以處理的囚犯，他被轉移到長島Westhampton的一個勞動教養農場。在他逃跑被重新捉回後，又增加了他兩個月的刑期。
弗萊根海默在1920年12月8日獲得假釋，而且回到Schultz Trucking工作。隨著沃爾斯泰德法頒布和美國禁酒令的開始，這間運輸公司開始從加拿大將烈酒和啤酒走私到紐約市。這樣導致弗萊根海默開始與知名的罪犯交往。正是在這段時間，弗萊根海默最著名的被稱為「杜奇」·舒爾茲。在一次分歧發生後，他離開了Schultz Trucking，並去為他們的意大利競爭對手工作。

## 犯罪生涯

### 私酒販
在1920年代中期，舒爾茲開始在Hub Social Club擔任保鏢，這是布朗克斯的一間小型地下酒吧，由一個名叫喬伊·諾伊（Joey Noe）的黑幫份子所擁有。諾伊對於舒爾茲的冷酷無情和殘忍的聲譽印象深刻，並讓他成為合伙人。他們很快就在布朗克斯周圍開了更多的非法喝酒場所。他們使用自己的貨車來降低高昂的運輸成本，帶來了新澤西州友聯市的釀酒商Frankie Dunn所生產的啤酒。舒爾茲經常坐駕駛旁邊的位子來保護貨車免受劫持。
舒爾茲和諾伊很快就要與John和Joe Rock兄弟打交道，兩兄弟已經在布朗克斯運行非法私酒生意。這兩兄弟最初拒絕從諾伊和舒爾茲那裡購買啤酒，但最終哥哥John同意合作，不過他的弟弟Joe拒絕了。有一天晚上，諾伊-舒爾茲幫派綁架了Joe，毆打他並將他的拇指勾在一個肉鉤上。據稱，他們隨後用一條染污淋病的紗布繃帶纏著他的眼睛。據報導，他的家人支付了35,000美元來救他。Joe回來後不久就失明了。從那時起，諾伊-舒爾茲幫派在整個布朗克斯擴張時幾乎沒有遇到任何反對意見。禁酒期間的非法私酒活動使舒爾茲變得非常富有。

### 幫派戰爭
諾伊-舒爾茲幫派的活動在布朗克斯開始蓬勃發展，很快便成為唯一能夠與意大利犯罪集團（後來成為黑手黨的五大家族）競爭的幫派。當該幫派從布朗克斯擴展到曼哈頓上西城，以及華盛頓高地、約克維爾和哈林區鄰近時，他們把總部遷至布朗克斯的東149號街。然而，這一厚顏無恥的舉動導致他們與傑克·戴蒙所領導的紐約愛爾蘭幫發生私酒戰爭。
在1928年10月16日凌晨時分，諾伊在西54街231號的地下酒吧Chateau Madrid外面被槍擊了幾次。雖然受到重傷，但他還設法還擊。人們看到一輛藍色的凱迪拉克撞到一些停放的汽車，並在加速逃走前損失了一扇車門。一小時後警察發現了這輛車，他們在後座發現了路易斯·溫伯格（Louis Weinberg）的屍體（與舒爾茲幫派的成員亞伯拉罕·溫伯格和喬治·溫伯格沒有任何關係）。諾伊的傷口受感染，他於11月21日去世。舒爾茲失去他的朋友和導師後，感到憤怒和心煩意亂。
幾週後開始了報復，1928年11月6日，猶太黑幫中的主要人物阿諾·羅斯汀被發現在中央公園酒店的服務人員出入處附近遭到致命槍擊。儘管George "Hump" McManus據說是因為賭博債務而殺死羅斯汀，但舒爾茲被認為是為了報復諾伊的死而下令殺人的。這個理論得到舒爾茲的律師迪斯·戴維斯的支持。舒爾茲信任的中尉亞伯拉罕·溫伯格隨後接走McManus，並帶他離開謀殺現場。McManus後來清白無罪。
1930年10月12日，傑克·戴蒙在曼哈頓西區的Monticello酒店被槍擊受傷。兩名槍手強行進入戴蒙的房間，並在逃走前向他開槍五次。仍然穿著睡衣的戴蒙，搖搖晃晃地走進走廊，並且倒下。當紐約警察局局長稍後詢問他是如何走出房間時，戴蒙說他先喝了兩杯威士忌。戴蒙被趕緊送往曼哈頓的綜合醫院，最終康復。1930年12月30日，戴蒙從綜合醫院出院。傷口恢復過後，他便離開紐約到歐洲逗留了很長時間。在他缺席期間，他的幫派被迫離開城市。當他回家時，戴蒙開始在雅賓利為自己分割一個新地盤。1931年12月，他在Dove街67號的一個廉價房間裡被兩名槍手殺死。
舒爾茲還必須處理自己幫派的內部衝突。1930年，舒爾茲的執法者之一瘋狗科爾要求成為平等的搭檔。這是因為舒爾茲幫派的成員只獲得固定的工資，而不是慣常的撈油水（與黑社會中的其他主要幫派相比，這是一種獨特的安排）。當舒爾茲拒絕時，科爾組織了他自己的手下，其最終目標是殺掉舒爾茲並接管他的領土。在隨後發生的血腥幫派戰爭中，科爾失去了他的哥哥Pete，並且在他的幫派犯下一場拙劣的暗殺事件中殺害了一名小孩後，在媒體中獲得了綽號「瘋狗」（Mad Dog）。1932年2月，科爾被誘騙入陷阱。當他在一間藥店的電話亭接聽電話時，槍手們進入商店並用機關槍將他殺死。兇手可能包括是Edward 'Fats' McCarthy，以及亞伯拉罕與喬治·溫伯格兄弟。

### 敲詐勒索
隨著禁酒令的結束，杜奇·舒爾茲需要尋找新的收入來源。他的答案來自奧托·博曼和哈林區的彩票敲詐。博曼是一名中年的會計師和數學高手，他幫助舒爾茲操縱敲詐。在幾秒鐘內，博曼可以在頭腦中計算出舒爾茲下注所需的最低金額，以便在最後一分鐘改變賠率。這個戰略確保舒爾茲永遠控制著哪些彩票獲勝，保證哈林區有更多的輸家，也保障他每月數百萬美元的免稅收入。據報導，博曼每週獲得10,000美元（相當於2021年的162,000美元）。
除了彩票敲詐外，舒爾茲開始勒索紐約餐廳的老闆和工人。舒爾茲透過一個名叫Jules Modgilewsky（又名Julie Martin）的彪形大漢黑幫，與服務員16號分會和食堂工人302號分會的領導人達成交易，強迫餐廳老闆加入舒爾茲創立的雇主協會——大都會餐廳和食堂業主協會（Metropolitan Restaurant & Cafeteria Owners Association），來勒索錢財。那些拒絕加入協會的人士面臨著工會提出的過高工資要求，隨之而來的是罷工和臭彈襲擊。大都會協會隨後出面安排，以雇主加入協會為條件，用低工資的甜心合同來解決罷工問題。Martin/Modgilewsky成功地從受到恐嚇的餐廳老闆那裡為舒爾茲勒索了數千美元的貢品和「會費」。
在舒爾茲的稅務審判期間，他開始懷疑Martin從勒索活動中瞞報；舒爾茲最近在賬目中發現7萬美元的差異。1935年3月2日晚上，舒爾茲邀請Martin參加在紐約州科霍斯的Harmony酒店舉行的會議。在會議上，首席黑幫執法者亞伯拉罕·溫伯格和黑幫律師迪斯·戴維斯也在場，Martin挑釁性地否認舒爾茲的指控，並開始與他爭執。隨著爭執的繼續，兩個人都喝得酩酊大醉，而舒爾茲打了Martin一拳。最後，Martin承認他拿走了2萬美元，他認為無論如何他都「有資格拿取」。迪斯·戴維斯講述接下來發生的事情：
杜奇·舒爾茲的臉色很難看；他一直在喝酒，突然他拿出了槍。舒爾茲把他的手槍放在背心下，塞在褲子裡，緊貼著他的肚子。他背心上抽搐一下，手裡便拿著手槍。他以快速的動作揮舞手槍，把手槍塞進Jules Martin的嘴裡並扣動扳機。簡單而且不誇張，手的動作很快。杜奇·舒爾茲殺人就像剔牙一樣那麼隨意。
當Martin在地上扭歪時，舒爾茲向戴維斯道歉，因為在他面前殺了人。當戴維斯後來在報紙上讀到有關Martin謀殺案時，他驚訝地發現屍體被發現在一個雪堆上，而且胸部有十幾處刺傷。當戴維斯問起這個問題時，舒爾茲面無表情地回答說：「我把他的心臟切掉了。」

### 逃稅審判
在1930年代初，美國檢察官湯瑪斯·杜威已將目光投向舒爾茲，想以不支付聯邦稅的罪名將其定罪。1933年1月，舒爾茲在紐約被起訴，並成為一名逃亡者。（杜威隨後離開了司法部，先是從事私人執業，然後成為州政府任命的特別檢察官和地方檢察官）1934年11月，舒爾茲在紐約州的雅賓利投降。這是他將審判從紐約市移至北部的計劃一部分。他在雪城（Syracuse）的第一次逃稅審判以一個懸而未決的陪審團結束，許多人猜測他賄賂了陪審員。他將在紐約州的馬隆面臨重審。
隨著案件進入第二次審判，舒爾茲迅速著手向馬隆鎮的市民展示自己是一個鄉紳和好公民。他向當地企業捐贈現金，向生病的孩子送贈玩具，以及進行其他慈善活動。該戰略奏效，因為他在1935年夏天末被判逃稅罪名不成立。紐約市長菲奧雷洛·亨利·拉瓜迪亞對裁決如此憤怒，他發布命令如果舒爾茲返回城市，應立即將他逮捕。結果，舒爾茲被迫將他的行動基地調動到哈德遜河對面的紐瓦克。

## 衰落與逝世

### 背叛
隨著打稅務官司的辯護費用的增加，舒爾茲發現有必要減少支付給那些經營他的彩票敲詐者的佣金，以支持他所謂的「阿瑟·弗萊根海默辯護基金」。這個策略激怒了跑腿和遊戲操縱者，他們因為表達任何不同意見而被暴力威脅，但他們租用大廳來舉行大型示威會議，以及宣布罷工。現金很快就枯竭了，舒爾茲被迫打退堂鼓，這樣永久損害了他的幫派和合夥人之間的關係。
舒爾茲的首席中尉亞伯拉罕·溫伯格非常擔心舒爾茲從敲詐中拿走大量金錢來為他的法律辯護提供資金，於是溫伯格向新澤西州的黑幫老大阿伯納·茨威爾曼尋求建議，茨威爾曼讓他與西西里島出生的黑幫查理·「幸運」·盧西安諾取得聯繫。溫伯格想要的協議是保留一定比例並保持對舒爾茲幫派的整體控制。不過，一旦舒爾茲被判逃稅罪成，盧西安諾便計劃在他自己的合夥人中打散這個幫派的敲詐和地盤。盧西安諾及其盟友認為，在第二次審判中已成定局而被判有罪，因此便實施他們的計劃來取得控制權。他們的計劃遇到了很小的阻力，原因是對於企圖減薪和溫伯格的支持持續有不好的感覺。
然而，當舒爾茲被無罪釋放後，他很快透過黑手黨委員會安排與盧西安諾會面，以澄清情況。舒爾茲甚至皈依羅馬天主教，向盧西安諾拍馬屁。盧西安諾安慰舒爾茲，解釋他們在舒爾茲離開的時候只是「照顧業務」，以確保運作一切順利，一旦事態平息，他對其詐騙勾當的全部控制權將歸還給舒爾茲。由於執法機構和湯瑪斯·杜威的持續關注，舒爾茲在公開場合不得不接受這件事。在舒爾茲被判無罪的一個月後，他自己的首席中尉亞伯拉罕·溫伯格在走出曼哈頓中城的一間夜總會後就再也沒有被人見過了。
舒爾茲曾向黑幫聯盟全國犯罪集團要求提議謀殺湯瑪斯·杜威。盧西安諾認為，暗殺杜威會引發大規模的執法鎮壓。委員會後來一致投票反對這個提議。被激怒的舒爾茲說他無論如何都要殺死杜威，並走出了會議。謀殺公司的領導人艾伯特·阿納斯塔塞找盧西安諾談了舒爾茲要求他監視杜威在第五大道上的公寓大樓。聽到這個消息後，黑手黨委員會召開了一次低調的會議，討論此事。經過六個小時的審議，黑手黨委員會命令路易·巴克爾特消滅「荷蘭人」（Dutchman，意思指杜奇〔Dutch〕）。

### 槍殺
舒爾茲於1935年10月23日被槍擊。他當時在新澤西州紐瓦克東公園街12號（12 East Park Street）的宮殿烤肉餐廳（Palace Chop House）與他的會計師奧托·博曼、他的新中尉Abe Landau，以及他的私人保鏢伯納德·羅森克蘭茨在一起。當舒爾茲正在洗手間裡時，兩名謀殺公司的殺手查爾斯·「蟲子」·沃克曼（Charles "The Bug" Workman）和伊曼紐·魏斯進入了這個地方。
沃克曼和魏斯進入了餐廳的後室，他們對舒爾茲的幫派成員多次開槍。博曼被槍擊後立即倒地。Landau的頸動脈被一發穿過他脖子的子彈切斷，而羅森克蘭茨在近距離平射射程內被不斷射擊。然而，儘管他們受了傷，但兩名黑幫都站起來，開槍還擊，並將刺客趕出餐廳。魏斯跳進了逃亡用的車子，命令司機拋棄沃克曼。Landau將沃克曼趕出了酒吧，向他掏出手槍，但沒有打中。在沃克曼徒步逃離後，Landau終於倒在附近的垃圾桶上。
目擊者說，舒爾茲搖搖晃晃地走出洗手間，緊抓住他的側身，坐在他的桌旁。他叫任何能聽到他的人去叫救護車。羅森克蘭茨站了起來，要求在槍戰期間躲藏的酒保給他一些零錢。羅森克蘭茨在失去知覺之前呼叫了救護車。
當第一輛救護車到達時，醫務人員確定Landau和羅森克蘭茨的傷勢十分嚴重，需要立即帶到紐瓦克市醫院。第二輛救護車被叫去帶走舒爾茲和博曼。博曼不省人事，但舒爾茲正在處於神志不清中，警方嘗試安慰他並獲取資訊。因為醫務人員沒有止痛藥，所以用白蘭地給舒爾茲減輕他的痛苦。當第二輛救護車從紐瓦克市醫院趕來時，舒爾茲給了救護車上的實習生3000美元現金，因為他認為他正瀕臨死亡，並表示這對他要去的地方沒有任何好處作用。手術後，當舒爾茲看起來好像活下來時，這位實習生非常擔心舒爾茲會回來拿走交給他的現金。Landau和羅森克蘭茨拒絕向警方說任何話，直到第二輛救護車抵達後舒爾茲給予他們許可為止。即便如此，他們只向警方提供了極少的資料。
凌晨2點20分，奧托·博曼是第一個死去的人，他是這四個人中最年長、體格最不健康的人。Abe Landau於早上6點因失血過多而死亡。當羅森克蘭茨接受手術時，外科醫生非常懷疑羅森克蘭茨在失血和彈道創傷的情況下仍然活下來，他們不確定如何治療他。他最終在槍擊事件發生29小時後因傷勢過重而死亡。

### 逝世
在舒爾茲進行手術之前，接受了洗禮，且應他的要求接受了一位天主教神父的最後儀式。舒爾茲徘徊了近一天，在各種清醒狀態下與他的妻子、母親、神父、警察和醫院工作人員交談，然後於1935年10月24日因腹膜炎而去世。
舒爾茲被允許安葬在紐約威斯特徹斯特郡，霍桑的羅馬天主教天堂之門公墓，然而，在他的正統派猶太母親的要求下，舒爾茲的屍體上披著一件傳統的猶太祈禱披肩塔利特。
1941年，查爾斯·沃克曼被判定殺害舒爾茲。擁有宮殿烤肉餐廳的建築在2008年被拆毀。

## 流行文化
幾名演員曾經在電影和電視劇中飾演杜奇·舒爾茲。
《Portrait of a Mobster》（1961年）的維克·莫羅、《Mad Dog Coll》（1961年）的文森·加德尼亞、《棉花俱樂部》（1984年）的詹姆士·雷瑪、《義膽風雲》（1991年）的德斯汀·荷夫曼，以及《血染哈林》（1997年）的添·羅夫。
電視劇方面，1959年《The Untouchables》的單集"The Dutch Schultz Story"中，由羅倫士·多布金飾演舒爾茲。在1993年至1994年《不可觸碰》單集"Attack on New York"中，由Si Osborne飾演舒爾茲。

## 外部連結
- New York City Gangland by Arthur Nash （页面存档备份，存于）
- The Last Words of Dutch Schultz at the Wayback Machine (archived October 12, 2016)
- 在Find a Grave上的杜奇·舒爾茲
- Kill the Dutchman!: The Story of Dutch Schultz （页面存档备份，存于） by Paul Sann
- FBI files on Arthur Flegenheimer （页面存档备份，存于） (FBI's Freedom of Information Archive)
- Gangster City Profiles: Dutch Schultz
- Dutch Schultz - Gangster @J-Grit: The Internet Index of Tough Jews （页面存档备份，存于）